# 페라리 푸로산게
페라리 푸로산게(이탈리아어: Ferrari Purosangue)는 2022년 9월 13일에 공개된 페라리 최초의 SUV이다.

## 명명법
푸로산게는 말 품종의 이름을 따서 명명되었다. 2020년 페라리는 '푸로상그'라는 이름의 상표를 등록하려 했으나, 푸로산게 재단(영어: Purosangue Foundation)이라는 단체가 페라리의 상표 등록을 차단했고, 그 결과 페라리가 해당 단체를 상대로 네이밍 권리 소송을 제기했고, 3월 5일에 법원까지 갔다.